# Lijst van voetbalinterlands Liechtenstein - Zwitserland
Deze lijst van voetbalinterlands is een overzicht van alle officiële voetbalwedstrijden tussen de nationale teams van Liechtenstein en Zwitserland. De landen hebben tot op heden negen keer tegen elkaar gespeeld. De eerste ontmoeting tussen beide landen, een vriendschappelijke wedstrijd, was op 9 maart 1982 in Balzers. Dit was ook de allereerste interland van Liechtenstein ooit. Het laatste duel, eveneens een vriendschappelijke wedstrijd, vond plaats op 3 juni 2021 in Sankt Gallen.

## Wedstrijden
| № | Plaats       | Datum            | Competitie        | Wedstrijd                   | Uitslag |
| - | ------------ | ---------------- | ----------------- | --------------------------- | ------- |
| 1 | Balzers      | 9 maart 1982     | Vriendschappelijk | Liechtenstein − Zwitserland | 0 − 1   |
| 2 | Balzers      | 12 maart 1991    | Vriendschappelijk | Liechtenstein − Zwitserland | 0 − 6   |
| 3 | Bazel        | 27 mei 1994      | Vriendschappelijk | Zwitserland − Liechtenstein | 2 − 0   |
| 4 | Zürich       | 6 juni 2004      | Vriendschappelijk | Zwitserland − Liechtenstein | 1 − 0   |
| 5 | Vaduz        | 16 augustus 2006 | Vriendschappelijk | Liechtenstein − Zwitserland | 0 − 3   |
| 6 | Sankt Gallen | 30 mei 2008      | Vriendschappelijk | Zwitserland − Liechtenstein | 3 − 0   |
| 7 | Vaduz        | 10 augustus 2011 | Vriendschappelijk | Liechtenstein − Zwitserland | 1 − 2   |
| 8 | Thun         | 10 juni 2015     | Vriendschappelijk | Zwitserland − Liechtenstein | 3 − 0   |
| 9 | Sankt Gallen | 3 juni 2021      | Vriendschappelijk | Zwitserland − Liechtenstein | 7 − 0   |

## Samenvatting
| Competitie        | Totaal gespeeld | Winst Liechtenstein | Gelijk | Winst Zwitserland | Doelsaldo Liechtenstein – Zwitserland |
| ----------------- | --------------- | ------------------- | ------ | ----------------- | ------------------------------------- |
| Vriendschappelijk | 9               | 0                   | 0      | 9                 | 1 − 28                                |
| Totaal            | 9               | 0                   | 0      | 9                 | 1 − 28                                |

## Details

### Eerste ontmoeting
| Vriendschappelijk (Balzers, Liechtenstein, 9 maart 1982):                                                                                               |              | |
| Liechtenstein | 0 – 1        | Zwitserland |
| | goals        | 7' Jean-Paul Brigger |
| Hans Müntener | bondscoach   | Paul Wolfisberg |
| Horst Marxer Daniel Meier Erich Bürzle Walter Büchel Modestus Haas Manfred Büchel Erich Büchel Manfred Frick Manfred Moser Donath Marxer Haymo Haas 82' | opstellingen | Roger Berbig Fritz Baur 46' Heinz Lüdi André Egli Heinz Hermann 66' Roger Wehrli 46' Fredy Scheiwiler Georges Bregy 46' Rudolf Elsener Claudio Sulser Jean-Paul Brigger |
| Norman Nigsch 82' | wissels      | 46' André Meyer 46' Marco Schällibaum 46' Hans-Peter Zwicker 66' Marcel Koller                                                                                          |
| - Debuut van Marcel Koller, Marco Schällibaum (beiden Grasshopper-Club), Georges Bregy (FC Sion) en Fritz Baur (FC Zürich) voor Zwitserland.            |              | |

### Tweede ontmoeting
| Vriendschappelijk (Balzers, Liechtenstein, 12 maart 1991): |              | |
| Liechtenstein | 0 – 6        | Zwitserland |
| | goals        | 26' Heinz Hermann 27' Adrian Knup 33' Adrian Knup 47' Kubilay Türkyilmaz 69' Adrian Knup 89' Jean-Michel Aeby                                                                        |
| Dietrich Weise | bondscoach   | Uli Stielike |
| Stefan Wolfinger Roland Moser 13' Mario Gassner Harry Schädler Ralf Oehri Harry Zech Franco Rotunno 76' Wolfgang Ospelt Ralf Zech Stefan Hassler 81' Manfred Frick | opstellingen | 46' Stefan Huber Peter Schepull Alain Geiger Dominique Herr Herbert Baumann 46' Blaise Piffaretti Jean-Michel Aeby 46' Heinz Hermann 72' Alain Sutter Adrian Knup Kubilay Türkyilmaz |
| Jürgen Ritter 13' Hansjörg Lingg 76' Patrick Hefti 81' | wissels      | 46' Philipp Walker 46' Beat Sutter 46' Thomas Bickel 72' Frédéric Chassot |
| - Debuut van Jürgen Ritter, Mario Gassner, Harry Zech, Franco Rotunno en Hansjörg Lingg voor Liechtenstein.                                                        |              | |

### Derde ontmoeting
| Vriendschappelijk (Bazel, Zwitserland, 27 mei 1994): |              | |
| Zwitserland | 2 – 0        | Liechtenstein |
| Dominique Herr 30' Marc Hottiger 65' | goals        | |
| Roy Hodgson | bondscoach   | Dietrich Weise |
| Stephan Lehmann Marc Hottiger Dominique Herr Alain Geiger Yvan Quentin Christophe Ohrel Georges Brégy Ciriaco Sforza Alain Sutter Néstor Subiat Stéphane Chapuisat | opstellingen | Martin Heeb Roland Moser 78' Daniel Telser Christoph Frick 46' Jürgen Ospelt Jürg Ritter Peter Klaunzer Wolfgang Ospelt 88' Daniel Hasler Mario Frick Harry Zech |
| | wissels      | 46' Peter Hanselmann 78' Christian Matt 88' Patrik Marxer |
| - Debuut van Martin Heeb (FC Schaan), Jürgen Ospelt (FC Vaduz), Patrick Marxer (Eschen/Mauren) en Jürgen Zech (Eschen/Mauren) voor Liechtenstein.                  |              | |

### Zevende ontmoeting
| Vriendschappelijk (Vaduz, Liechtenstein, 10 augustus 2011): |       |                                               |
| Liechtenstein                                               | 1 – 2 | Zwitserland                                   |
| Marco Ritzberger 51'                                        | goals | 15' Eren Derdiyok 34' (e.d.) Martin Stocklasa |

### Achtste ontmoeting
| Vriendschappelijk (Thun, Zwitserland, 10 juni 2015):        |       |               |
| Zwitserland                                                 | 3 – 0 | Liechtenstein |
| Blerim Džemaili 29' Xherdan Shaqiri 60' Blerim Džemaili 68' | goals |               |
| - Debuut van Marwin Hitz (FC Augsburg) voor Zwitserland.    |       |               |

LFV · A-internationals · Bondscoaches · Statistieken · Liechtensteins vrouwenelftal · Liechtenstein U21 · Liechtenstein U19 · Liechtenstein U18 · Liechtenstein U17 · Liechtenstein U16
1980 – 1989 ·
1990 – 1999 ·
2000 – 2009 ·
2010 – 2019 ·
2020 − 2029
1981 · 
1982 · 
1983 · 
1984 · 
1985 · 
1986 · 
1987 · 
1988 · 
1989 · 
1990 · 
1991 · 
1992 · 
1993 · 
1994 · 
1995 · 
1996 · 
1997 · 
1998 · 
1999 · 
2000 · 
2001 · 
2002 · 
2003 · 
2004 · 
2005 · 
2006 · 
2007 · 
2008 · 
2009 · 
2010 · 
2011 · 
2012 ·
2013 ·
2014 ·
2015 ·
2016 ·
2017 ·
2018 ·
2019 ·
2020 ·
2021 ·
2022 ·
2023 ·
2024
Albanië ·
Andorra ·
Armenië ·
Australië ·
Azerbeidzjan ·
België ·
Bosnië en Herzegovina ·
China ·
Denemarken ·
Duitsland ·
Engeland ·
Estland ·
Faeröer ·
Finland ·
Georgië ·
Gibraltar ·
Griekenland ·
Hongarije ·
Hongkong ·
Ierland ·
IJsland ·
Indonesië ·
Israël ·
Italië · 
Kaapverdië ·
Kazachstan ·
Kroatië ·
Letland ·
Litouwen ·
Luxemburg ·
Malta ·
Moldavië ·
Montenegro ·
Nederland ·
Noord-Ierland ·
Noord-Macedonië ·
Oostenrijk ·
Polen ·
Portugal ·
Qatar ·
Roemenië ·
Rusland ·
San Marino ·
Saoedi-Arabië ·
Schotland ·
Slowakije ·
Spanje ·
Thailand ·
Togo ·
Tsjechië ·
Turkije ·
Verenigde Staten ·
Wales ·
Wit-Rusland ·
Zweden ·
Zwitserland
SFV · A-internationals · Selecties · Bondscoaches · Zwitsers vrouwenelftal · Olympisch elftal · Zwitserland U21 · Zwitserland U19 · Zwitserland U18 · Zwitserland U17 · Zwitserland U16 · Vrouwen U17
1905 – 1919 · 
1920 – 1929 · 
1930 – 1939 · 
1940 – 1949 · 
1950 – 1959 · 
1960 – 1969 · 
1970 – 1979 · 
1980 – 1989 · 
1990 – 1999 · 
2000 – 2009 · 
2010 – 2019 · 
2020 – 2029
EK's: 1996 · 
2004 · 
2008 · 
2016 · 
2020 · 
2024
WK's: 1934 · 
1938 · 
1950 · 
1954 · 
1962 · 
1966 · 
1994 · 
2006 · 
2010 · 
2014 · 
2018 · 
2022
OS: 1924 · 
1928 · 
2012
1905 · 
1906 · 1907 · 
1908 · 
1909 · 
1910 · 
1911 · 
1912 · 
1913 · 
1914 · 
1915 · 
1916 · 
1917 · 
1918 · 
1919 · 
1920 · 
1921 · 
1922 · 
1923 · 
1924 · 
1925 · 
1926 · 
1927 · 
1928 · 
1929 · 
1930 · 
1931 · 
1932 · 
1933 · 
1934 · 
1935 · 
1936 · 
1937 · 
1938 · 
1939 · 
1940 · 
1941 · 
1942 · 
1943 · 
1944 · 
1945 · 
1946 · 
1947 · 
1948 · 
1949 · 
1950 · 
1952 ·
1952 · 
1953 · 
1954 · 
1955 · 
1956 · 
1957 · 
1958 · 
1959 · 
1960 · 
1961 · 
1962 · 
1963 · 
1964 · 
1965 · 
1966 · 
1967 · 
1968 · 
1969 · 
1970 · 
1971 · 
1972 · 
1973 · 
1974 · 
1975 · 
1976 · 
1977 ·
1978 · 
1979 · 
1980 · 
1981 · 
1982 · 
1983 · 
1984 · 
1985 · 
1986 · 
1987 · 
1988 · 
1989 · 
1990 ·
1991 · 
1992 · 
1993 · 
1994 ·
1995 · 
1996 · 
1997 · 
1998 · 
1999 · 
2000 · 
2001 · 
2002 · 
2003 · 
2004 · 
2005 · 
2006 · 
2007 · 
2008 · 
2009 · 
2010 · 
2011 · 
2012 · 
2013 ·
2014 ·
2015 ·
2016 ·
2017 ·
2018 ·
2019 ·
2020 ·
2021 ·
2022
Albanië ·
Algerije · 
Andorra · 
Argentinië ·
Australië ·
Azerbeidzjan ·
België ·
Bolivia ·
Bosnië en Herzegovina ·
Brazilië ·
Bulgarije ·
Canada ·
Chili ·
China ·
Colombia ·
Costa Rica ·
Cyprus ·
Denemarken ·
DDR ·
Duitsland ·
Ecuador ·
Egypte ·
Engeland · 
Estland ·
Faeröer ·
Finland ·
Frankrijk ·
Georgië ·
Ghana ·
Gibraltar ·
Griekenland ·
Honduras ·
Hongarije ·
Hongkong ·
Ierland ·
IJsland ·
Israël ·
Italië ·
Ivoorkust ·
Jamaica ·
Japan ·
Joegoslavië ·
Kameroen ·
Kenia ·
Kosovo ·
Kroatië ·
Letland ·
Liechtenstein ·
Litouwen ·
Luxemburg ·
Malta ·
Marokko ·
Mexico ·
Moldavië ·
Montenegro ·
Nederland ·
Nigeria ·
Noord-Ierland ·
Noorwegen ·
Oekraïne ·
Oman ·
Oostenrijk ·
Panama ·
Peru ·
Polen ·
Portugal ·
Qatar ·
Roemenië ·
Rusland ·
Saarland ·
San Marino ·
Schotland ·
Servië ·
Slovenië ·
Slowakije ·
Sovjet-Unie · 
Spanje ·
Togo ·
Tsjechië ·
Tsjecho-Slowakije ·
Tunesië ·
Turkije ·
Uruguay ·
Venezuela ·
VA Emiraten ·
Verenigde Staten ·
Wales ·
Wit-Rusland ·
Zimbabwe ·
Zuid-Korea ·
Zweden
Albanië (2016) ·
Argentinië (2014) ·
Brazilië (2018) ·
Chili (2010) ·
Costa Rica (2018) ·
Ecuador (2014) ·
Frankrijk (2006) ·
Frankrijk (2014) ·
Frankrijk (2016) ·
Frankrijk (2021) ·
Honduras (2010) · 
Honduras (2014) · 
Italië (2021) · 
Oekraïne (2006) ·
Portugal (2008)  · 
Portugal (2022) · 
Roemenië (2016) · 
Servië (2018) ·
Spanje (2010) ·
Spanje (2021) ·
Togo (2006) ·
Tsjechië (2008) ·
Turkije (2008) ·
Turkije (2021) ·
Wales (2021) ·
Zuid-Korea (2006) ·
Zweden (2018)